# Iwan Muzyczenko
Iwan Nikołajewicz Muzyczenko (ros. Ива́н Никола́евич Музыче́нко; ur. 28 października?/10 listopada 1901 w Rostowie nad Donem, zm. 8 grudnia 1970 w Moskwie) – radziecki dowódca wojskowy, generał porucznik.

## Życiorys
Podczas I wojny światowej od 1917 był szeregowcem rosyjskiej armii, 1918 wstąpił do Armii Czerwonej, uczestniczył w wojnie domowej, w latach 1919–1926 był wojskowym komisarzem pułku.
W 1927 ukończył kawaleryjskie kursy doskonalenia kadry dowódczej Armii Czerwonej i został dowódcą szwadronu, 17 lutego 1938 otrzymał stopień kombriga. Podczas wojny zimowej (z Finlandią) dowodził dywizją strzelców, później został dowódcą korpusu strzeleckiego, 4 czerwca 1940 otrzymał stopień generała porucznika.
Po ataku Niemiec na ZSRR został dowódcą 6 Armii Frontu Południowo-Zachodniego. W czerwcu 1941 walczył w bitwie w rejonie Dubno-Łuck-Brody, w sierpniu 1941 podczas walk w rejonie Humania został ranny i dostał się do niewoli, z której 29 kwietnia 1945 został uwolniony przez wojska amerykańskie. 
Od maja do grudnia 1945 był poddawany weryfikacji przez NKWD, po czym został przywrócony do służby wojskowej, w 1947 ukończył Wyższe Kursy Akademickie przy Wojskowej Akademii Sztabu Generalnego, w październiku 1947 zakończył służbę wojskową.
Został pochowany na Cmentarzu Nowodziewiczym.